# Síndrome de l'edifici malalt
La Síndrome de l'edifici malalt es presenta en usuaris d'edificis tancats hermèticament i que tenen la humitat i la temperatura controlats mitjançant sistemes centralitzats i tancats.

## Edificis i problemàtica
Els edificis que tenen aquesta problemàtica es caracteritzen per tenir sistemes de ventilació forçada i aire condicionat, també és freqüent que tinguin estores i cortines que afavoreixen el dipòsit de partícules. Es tracta d'edificis hermèticament tancats.

## Factors causals
Els materials utilitzats per les fotocopiadores i impressores poden alterar l'aire interior. Per altra banda, els treballadors produeixen de manera natural diòxid de carboni i vapor d'aigua. A l'interior dels edificis es poden produir també bioaerosols perquè es queden microorganismes en suspensió a l'aire per falta de renovació d'aquest. La insuficient renovació de l'aire obliga a cercar un estalvi d'energia. A més, si s'afegeixen renou i vibracions a l'interior de l'edifici, augmenten les possibilitats de desenvolupar la síndrome.